# Jazzy. Live in 44
«Jazzy. Live in 44» — концертний альбом гуртів ТНМК та Схід-Side, представлений у 2004 році лейблом Moon Records. Запис альбому відбувся 18 вересня 2003 року під час концерту гуртів у київському клубі «44» на честь дня народження колишнього ко-фронтмена гурту - Ділі та барабанщика Схід-Side - Олега Маркова.

## Композиції
| #   | Назва                                  | Тривалість |
| --- | -------------------------------------- | ---------- |
| 1.  | «Заходьте»                             | 0:29       |
| 2.  | «А море де?»                           | 3:44       |
| 3.  | «Ретро»                                | 3:11       |
| 4.  | «ПоRAPалося серце»                     | 5:48       |
| 5.  | «Тікаю»                                | 6:09       |
| 6.  | «Восени»                               | 5:21       |
| 7.  | «Зроби мені хіп-хоп. 20 років по тому» | 5:01       |
| 8.  | «Зачекай»                              | 5:32       |
| 9.  | «По барабану»                          | 3:32       |
| 10. | «Jazzy»                                | 5:30       |
| 11. | «Ви ще тут?»                           | 0:37       |
| 12. | «Freestyle #1 feat. Turbo B»           | 4:54       |
| 13. | «Freestyle #2 feat. Turbo B»           | 4:34       |